# فلوريان كرينغه

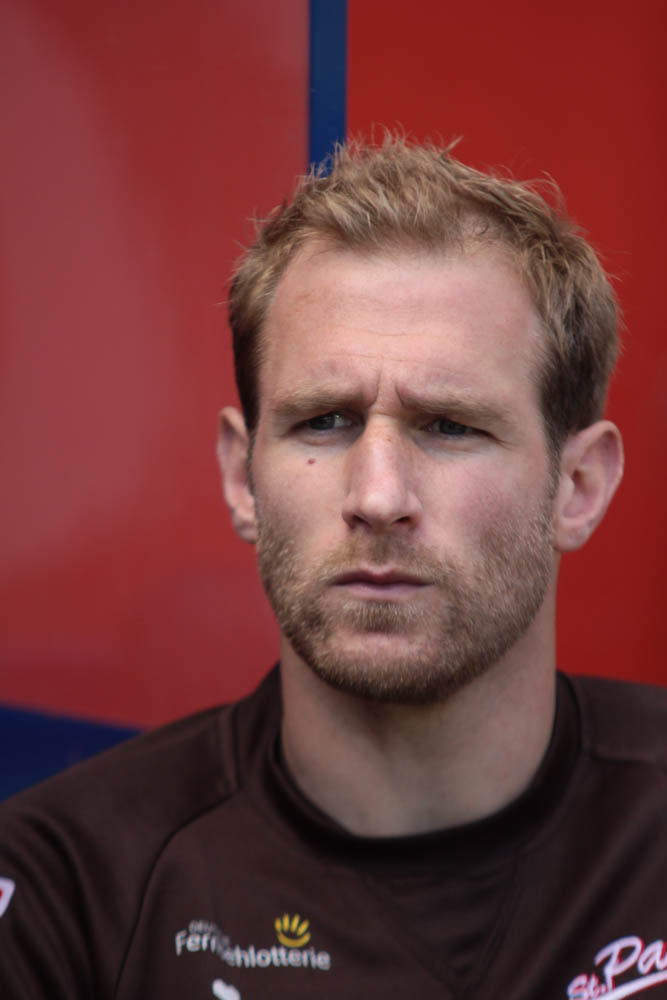

فلوريان كرينغه (بالألمانية: Florian Kringe)‏ (مواليد 18 أغسطس 1982 في سيغن - ألمانيا الغربية) لاعب كرة قدم ألماني يلعب حاليا لصالح نادي الدرجة الأولى هرتا برلين الألماني منذ 2009 في مركز الوسط المحوري . .

## روابط خارجية
- فلوريان كرينغه على موقع قاعدة بيانات كرة القدم.إي يو (الإنجليزية)
- فلوريان كرينغه على موقع بيانات كرة القدم. دي إي (الألمانية)
- فلوريان كرينغه على موقع عالم كرة القدم.نت (الإنجليزية)
- فلوريان كرينغه على موقع كووورة